# سد گرانده دیکسنس
سد گرانده دیکسنس (به لاتین: Grande Dixence Dam) یک سد وزنی در سوئیس است که در Hérémence واقع شده‌است.